# ヴァッレラーギ
ヴァッレラーギ（イタリア語: Vallelaghi）は、イタリア共和国トレンティーノ＝アルト・アディジェ州トレント自治県にある、人口約5,100人の基礎自治体（コムーネ）。
2016年1月1日にパデルニョーネ、テルラーゴとヴェッツァーノが合併して発足した。

## 地理

### 位置・広がり

#### 隣接コムーネ
隣接するコムーネは以下の通り。
- アンダロ
- ファーイ・デッラ・パガネッラ
- ラヴィース
- マドルッツォ (カラヴィーノ)
- モルヴェーノ
- サン・ロレンツォ・ドルシーノ (サン・ロレンツォ・イン・バナーレ)
- テッレ・ダーディジェ (ザンバーナ)
- トレント

## 行政

### 分離集落
ヴァッレラーギには、以下の分離集落（フラツィオーネ）がある。
- Ciago, Covelo, Fraveggio, Lon, Margone, Ranzo, Santa Massenza, Monte Terlago, Padergnone, Terlago, Vezzano (sede comunale)